# Olivia Lomenech Gill
Olivia Lomenech Gill, née en 1974 à Cambridge, est une illustratrice britannique.
Résidant en Bretagne, elle est principalement connue pour son travail sur l'édition illustrée des Animaux fantastiques : Vie et habitat de J. K. Rowling, publiée en français en 2018.

## Biographie

### Débuts
Née en 1974 à Cambridge,, Olivia Lomenech Gill grandit dans le comté de Northumberland, à la frontière de l’Écosse, dans des paysages vallonnés de terres de bruyère, où elle prend l'habitude d'observer la nature et les animaux. Elle vit pendant son adolescence à Palmyre en Syrie et prend des cours de dessin d'observation à l'âge de 15 ans.
Elle s'intéresse notamment à l'illustration, la gravure et la sculpture. De retour au Royaume-Uni, elle étudie d'abord l'art dramatique à l'Université de Hull, puis obtient une maîtrise en gravure au Camberwell College of Arts de Londres. Elle expose pour la première fois ses dessins en 1994, à Londres. Elle travaille ensuite dans son atelier à la campagne, qu'elle équipe d'une vieille machine à gravure de 1856,. L'univers de Tolkien est l'une de ses sources d'inspiration, tout comme le monde naturel qui l'entoure, et les peintures de Rembrandt.
Olivia Lomenech Gill devient illustratrice pour l'édition vers 2012, après avoir rencontré l'auteur britannique Michael Morpurgo en 2009, qui lui demande d’illustrer son livre Where My Wellies Take Me. Elle est finaliste du prix Kate-Greenaway en 2014 et dirige avec son mari le studio Lomenech Gill and Fils à Belford dans le Northumberland.

### Les Animaux fantastiques: Vie et habitat
En 2015, son travail est montré à J. K. Rowling par le biais d'une personne travaillant chez Bloomsbury. Rowling aurait elle-même choisi Olivia Lomenech Gill pour illustrer son livre,.
Son agent lui demande de réaliser quelques esquisses de dragons pour un nouveau projet encore tenu secret. L'illustratrice comprend qu'il s'agit d'illustrer l'un des nouveaux livres de Rowling, mais l'information doit rester confidentielle pendant une année, et ses travaux ne doivent être montrés à personne. Pour dessiner les créatures du bestiaire, l'illustratrice utilise plusieurs techniques, dont la gravure sur plaques de cuivre, le collage, la craie et le pastel,.

« C’était un défi intéressant de travailler sur ce projet en tant qu’artiste qui ne dessine que d’après la vie, et de devoir imaginer une méthode pour représenter des choses qui n’existent pas. »

— Olivia Lomenech Gill
Elle étudie alors les livres anciens, les encyclopédies d’histoire naturelle (notamment l'Historiae Animalium de Conrad Gessner et la Monstrorum Historia d'Ulisse Aldrovandi, qui datent toutes les deux du VIe siècle) et constate que beaucoup de créatures du bestiaire de Rowling sont issues d'un mélange de la mythologie et d’espèces réelles. 

### Déménagement en France

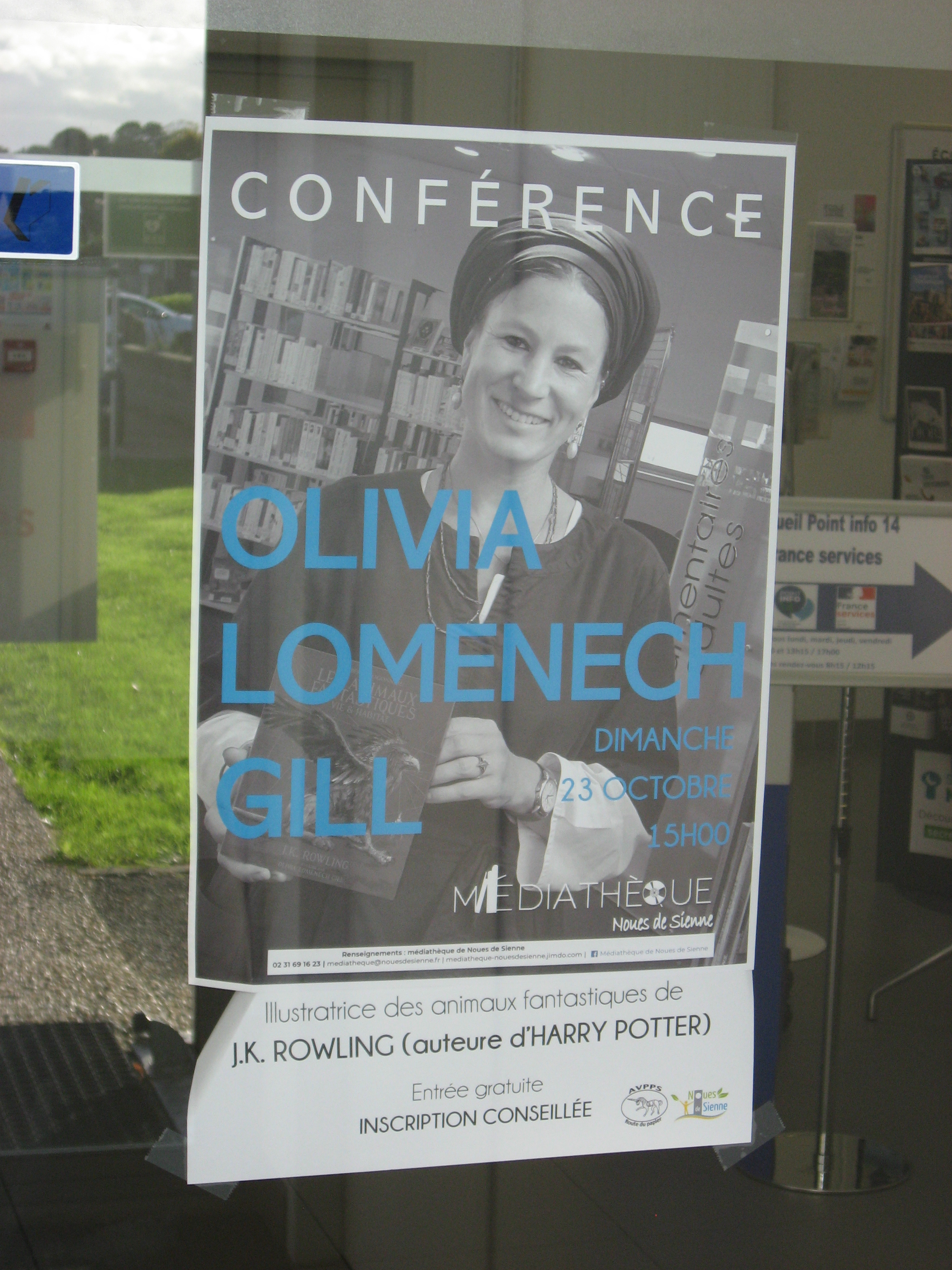
Affiche annonçant une conférence d'Olivia Lomenech Gill.

Olivia Lomenech Gill s'installe en Bretagne en 2019, avec son mari et ses trois enfants, et y déménage son atelier. Elle illustre ensuite d'autres livres en langue anglaise, tels que Muck & Magic de Michael Morpurgo en 2019, ou Medusa de Jessie Burton en 2021. 
En 2022 et 2023, elle expose une partie de son travail sur le thème du bestiaire médiéval au scriptorial d'Avranches en Normandie, dans le cadre d'une exposition intitulée Dragons, monstres et chimères, ainsi qu'au château de la Roche-Jagu en Bretagne. Elle anime en parallèle plusieurs conférences dans ces régions.

## Publications
En tant qu'illustratrice :
- 2012 : (en) Where My Wellies Take Me, de Michael Morpurgo
- 2012 : (en) Hatchling, de Emily Portman (album)
- 2014 : (en) Horse, de Katrina Porteous (poèmes)
- 2015 : (en) The Bonniest Companie, de Kathleen Jamie (poèmes)
- 2016 : (en) The Monstrous Child, de Francesca Simon
- 2018 : Les Animaux fantastiques : Vie et habitat, de J. K. Rowling
- 2019 : (en) Muck and Magic, de Michael Morpurgo
- 2021 : (en) Medusa, de Jessie Burton